# Victor Willis
Pour les articles homonymes, voir Willis.
Victor Willis, né le 1er juillet 1951 à Dallas (Texas), est un chanteur et compositeur américain.
Victor Willis est le fondateur-leader du groupe disco à succès Village People.

## Biographie
Il a grandi en chantant du gospel dans une église baptiste dirigée par son père à San Francisco.
Après avoir étudié en théâtre et en danse, il est parti à New York et a rejoint la Negro Ensemble Company. Il a joué dans diverses comédies musicales et pièces de théâtre, dont la production originale de Broadway de « The Wiz » en 1976.
Il a également écrit et enregistré plusieurs albums pour des labels indépendants .
En 1977, il a co-fondé les Village People et a participé au lancement du premier album.

### Carrière
Il fut le mari (1978-1980) de Phylicia Ayers-Allen, mieux connue sous le nom Phylicia Rashād, qui a joué Claire Huxtable dans Cosby Show. Avec elle, il a obtenu l'enregistrement de l'album Josephine Superstar. Il est l'auteur des paroles de l'album, dont le titre Saint Louis, une chanson disco dans l'esprit de San Francisco.
Il a écrit Milk Shake et Magic Night pour Hollywood dans le film Can’t Stop the Music.
Il a écrit des chansons pour The Ritchie Family et la star du disco house Patrick Juvet. Pour eux, il a notamment écrit des titres comme I Love America, Swiss Kiss, Lady Night, et Viva California.